# 헤타이로이

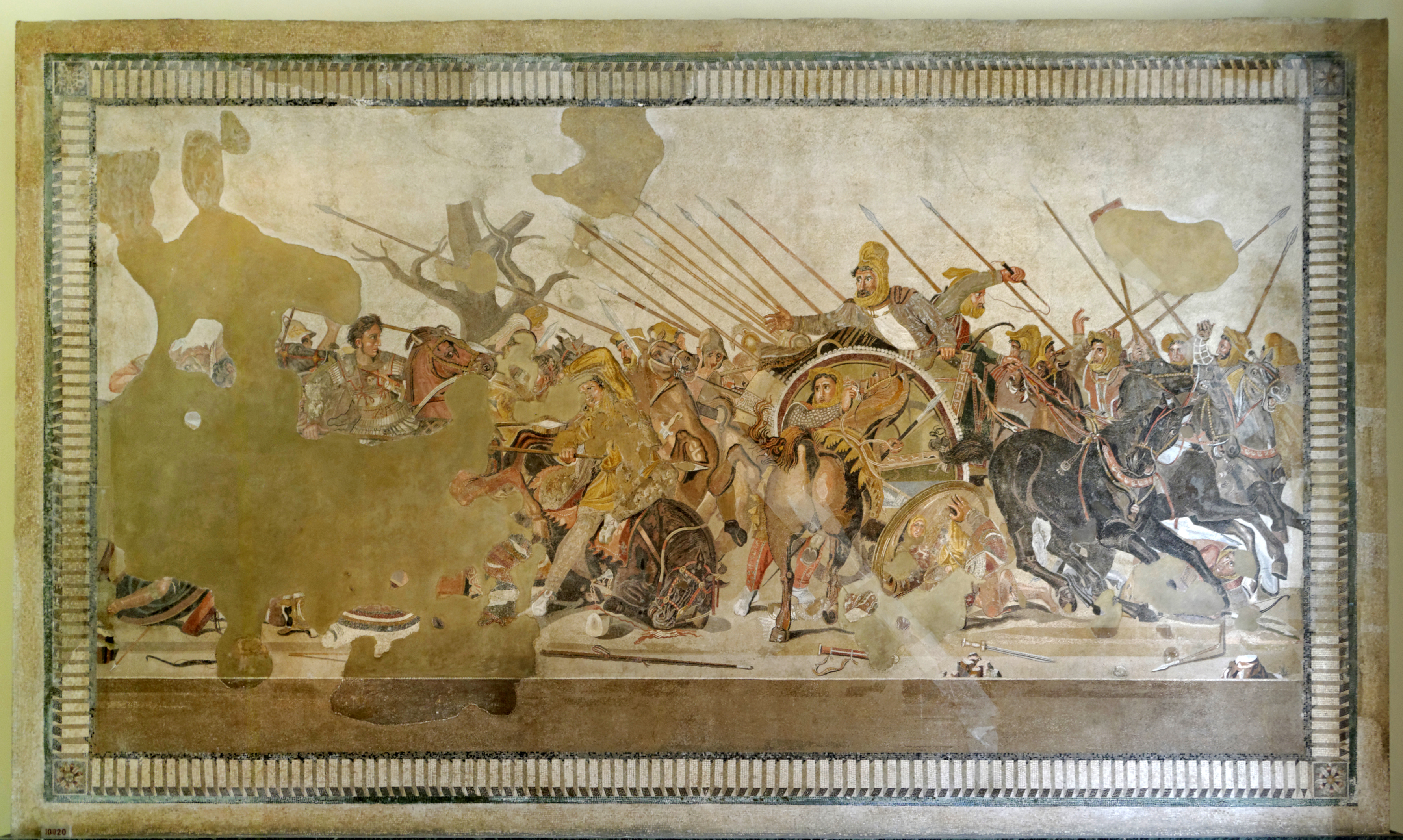
이소스 전투를 묘사한 모자이크. 로마 폼페이에서 발견되었다.

헤타이로이(고대 그리스어: ἑταῖροι)는 필리포스 2세 시기에 창설된 마케도니아의 정예 기병대로, 알렉산드로스 대왕 휘하에서 명성을 얻었다. 고대 세계에서 최고의 기병대로 여겨졌으며, 최초의 충격 기병으로 평가받기도 한다. 헤타이로이의 뜻은 '왕의 친구들'이라는 뜻이다. 

## 기원
필리포스 2세 시절 마케도니아는 테베의 속국이었다. 왕자시절 테베의 군사력을 본 필리포스 2세는 마케도니아군의 군사개혁 필요성을 느꼈고, 그의 치세동안 마케도니아에서 금광까지 발견되면서 필리포스 2세는 전면적인 군사개혁에 들어간다. 이때 기존의 팔랑크스전술에 변화를 주었는데, 그 과정에서 보병 전체가 측면과 후방에 치명적인 약점이 생겨났다. 이 약점을 보완하기 위해서 기병의 수를 대거 늘리게 되는데 이때 출현한 기병이 바로 헤타이로이다. 당시 그리스에는 전령조차 말을 타지 못하고 달릴 정도로 말이 귀했기 때문에 대규모 기병을 육성하기가 어려웠는데 이 자금또한 새로 발견된 금광으로 마련하였다.

## 특징
당시 그리스군과 마찬가지로 헤타이로이도 자신의 무장은 사비로 담당해야 했다. 때문에 초기 헤타이로이는 대부분 중산층 이상의 시민이거나 귀족계급 이었다. 또한 왕의 친척도 포함되었다. 때문에 왕의 친위대 적인 성격도 가지고 있었다. 이들은 왕의 친구라는 이름에 걸맞게, 왕에게 직접 말을 걸 수 있을 뿐만 아니라 왕과 함께 식사도 할 수 있었다. 
방어구는 청동제 투구와 흉갑을 착용하고 있었으며, 방패는 사용하지 않았다. 무기는 보병용 창인 사리사(σάρισα, 장창) 보다 짧은 크시스톤(Ξυστόν, 큰창)을 주 무기로 사용하였다. 부무장으로는 코피스(κοπίς)라는 도검을 사용하였는데, 기병과 보병 모두 사용하던 검이다. 당시에는 아직 등자가 개발되기 전이었고, 안장또한 사용화되지 못하였기 때문에 중세 유럽의 기병처럼 충돌을 하면 그 반동으로 낙마하게 된다. 이러한 이유로 헤타이로이는 고도의 기마술을 요구하는 고급인력 이었다. 마갑은 사용하지 않았다.
알렉산드로스의 원정에도 참여하여 그라니코스 전투, 이소스 전투, 가우가멜라 전투, 히다스페스 전투 등에서 활약했다. 주로 망치와 모루전술을 구사했으며, 팔랑크스 대형의 보병들이 모루 역할을 하면 헤타이로이가 망치를 맡았다. 기병답게 쐬기진형으로 돌진을 하였는데, 선봉에 알렉산드로스가 서서 직접 명령을 내리는 경우가 많아 사기가 높았다. 보병의 측면이나 후방을 수비하는 역할도 하였다. 
이후 유럽의 돌격기병에게 엄청난 영향을 미쳤다. 

## 같이 보기
- 페제타이로이